# Bota mig!
Bota mig! är en TV-serie i åtta delar som sändes i Sveriges Television 2006. Serien regisserades av Joachim Siegård och det första avsnittet sändes den 25 mars.

## Handling
Paret Andy och Heather driver ett företag som erbjuder olika former av terapi. Deras behandlingsmetoder är dock inte alltid till gagn för deltagarna.

## Avsnitt
- Det är aldrig för sent för en bra barndom
- Män är från Mars och kvinnor från Venus
- Säg ja till livet!
- Alla dessa underbara män
- Hitta ditt inre jag
- Afrikaveckan
- Hej framtid!
- Hjälp mig från flummet

## Rollista
Återkommande
- Peter Andersson – Andy
- Lia Boysen – Heather

Övriga
- Anette Anderson
- Anna Bjelkerud
- Ing-Marie Carlsson
- Veronica Dahlström
- Kajsa Ernst
- Fredrik Evers
- Caisa-Stina Forssberg
- Sven-Åke Gustavsson
- Stefan Gödicke
- Maria Nilsson Havrell
- Mats Helin
- Per Lasson
- Daniel Larsson
- Joakim Lindblad
- Josefin Ljungman
- Pär Luttropp
- Harald Lönnbro
- Kenneth Milldoff
- Anna Persson – Eva
- Rafael Pettersson
- Shanti Roney
- Sara Sommerfeld
- Tove Wiréen
- Ann-Sofie Andersson Kern